# Rush hour (casse-tête)
Pour les articles homonymes, voir Rush hour.
Rush Hour est un casse-tête de déplacements, dérivé de L’Âne rouge, créé par Nob Yoshigahara vers la fin des années 1970. Distribué aux États-Unis à partir de 1996, il est fabriqué par ThinkFun (autrefois Binary Arts).
Pour 1 joueur de 6 ans ou plus, pour 1 à 15 minutes par problème.

## Principe général
Le jeu simule une congestion automobile dans un parking à l’heure de pointe (appelée « rush hour » en anglais, d’où son nom) ; le but du jeu est d’extraire le véhicule rouge d’une grille dans laquelle plusieurs autres véhicules bloquent la sortie. Il faut pour cela les déplacer, mais ils sont suffisamment entrecroisés et il y a suffisamment de contraintes de déplacement pour que la solution ne soit pas triviale.

## Règle du jeu

### But du jeu
Sur un plateau de jeu représentant une aire de stationnement, le joueur doit faire sortir sa voiture par la sortie désignée.

### Matériel
- Une série de figurines de diverses couleurs représentant des véhicules de deux types :
  - voitures (deux cases de long), dont l’une est rouge,
  - camions (trois cases de long) ;
- Un plateau de jeu carré de six cases de côté, comportant une « sortie » et des rainures imposant des directions aux véhicules, afin qu’ils ne puissent qu’avancer et reculer (donc vers le haut et le bas, ou vers la droite et la gauche, selon leur direction initiale) ;
- Quarante cartes de jeu fournissant des problèmes de difficulté croissante.

### Mise en place
Chaque carte de jeu indique les véhicules à disposer sur le plateau ainsi que leurs positions initiales; la voiture rouge est toujours placée sur la grille, alignée vers la sortie mais bloquée par un ou plusieurs des autres véhicules. Le joueur dispose les véhicules selon les indications de l’une des cartes avant d’entamer la résolution du problème.

### Déroulement
Le joueur doit déplacer les autres véhicules afin d’amener graduellement le véhicule rouge vers la sortie. La grille impose la direction de déplacement des divers véhicules. Le joueur n’a pas le droit de soulever les véhicules et ne peut les déplacer que dans les directions imposées par la grille de jeu.

### Fin de partie
Le casse-tête est résolu lorsque la voiture rouge parvient à la sortie du plateau de jeu. La solution est d’autant plus satisfaisante que le nombre de déplacements qui a été nécessaire à l’extraction du véhicule rouge est faible.
Chaque carte de jeu comporte sa solution au verso, soit une série de déplacements des divers véhicules permettant d’amener la voiture rouge à la sortie de la grille de jeu.

## Versions
ThinkFun décline maintenant le jeu en plusieurs versions :
- Rush Hour Jr.
- Rush Hour Deluxe
- Safari Rush Hour
- Railroad Rush Hour, avec des problèmes créés par Scott Kim.
- Cartes de jeu supplémentaires

## Récompense
Rush Hour a reçu une vingtaine de récompenses, parmi lesquelles :
- Mensa Select Mind Games  1997
- Sceau d'excellence Option consommateurs  1998